# Ministro dos Assuntos Parlamentares
O Ministério dos Assuntos Parlamentares (MAP) é o departamento do Governo de Portugal responsável por assegurar as relações deste com a Assembleia da República e com os grupos parlamentares. Atualmente o cargo é ocupado por Pedro Duarte.